# Evanghelia după Iuda (Robert Morel)
Evanghelia după Iuda este un scurt roman al lui Robert Morel. El îl prezintă pe Iuda Iscarioteanul drept revoluționar social, un marxist avant la lettre, care îl sacrifică pe Isus din Nazaret pentru a declanșa astfel revolta populară de eliberare socială și națională a maselor evreiești.
Autorul s-a transpus în mod speculativ și empatic într-un Iuda posibil, dar nu neapărat corect din punct de vedere istoric sau teologic. Romanul descrie trăirile și psihologia lui Iuda, care l-au condus la trădarea față de Isus, în așa fel încât cititorul capătă simpatie sau cel puțin înțelegere pentru alegerea făcută de Iuda în cadrul acțiunii romanului. Fiind o creație literară modernă, romanul nu are pretenția de a fi o evanghelie în sens tradițional, nu pretinde a fi corect din punct de vedere teologic și nici izvor istoric despre Isus cel istoric sau despre persoana lui Iuda. Ca atare, termenul „apocrifă” ar fi folosit impropriu pentru o carte care nu pretinde că ar fi istorie reală și scriere teologică autentică.
Interpretarea teologică a romanului ar fi aceea că Iuda l-a înțeles pe Isus într-un mod pur lumesc și politic.

## Alte creații literare cu același nume
- un roman din 2007 de Jeffrey Archer și Frank Moloney
- un roman de Peter Van Greenaway publicat inițial în 1972
- un roman de Roberto Pazzi publicat inițial în 1989
- un roman de Simon Mawer publicat inițial în 2000